# 오우실기 목판
오우실기 목판(五友實記 木板)은 대한민국 경상남도 밀양시 삼랑진읍에 있는 조선 중종 때의 선비이자 김종직의 문인이었던 민구령 선생과 그 형제들의 시와 문집, 행적 등을 새긴 목판이다.
1995년 5월 2일 경상남도의 유형문화재 제305호 오우선생 실기책판으로 지정되었다가, 2018년 12월 20일 현재의 명칭으로 변경되었다.

## 개요
조선 중종 때의 선비이자 김종직의 문인이었던 민구령 선생과 그 형제들의 시와 문집, 행적 등을 새긴 목판이다.
민구령 선생과 그의 동생 구조, 구연, 구주, 구서는 평생 학문을 닦고 실천하며 우애가 돈독하여 향리에 그 평판이 자자하였다.

## 참고 문헌
- 오우실기 목판 - 국가유산청 국가유산포털